# 16e conseil des ministres du Canada

Le 16e conseil des ministres du Canada fut formé du cabinet durant le gouvernement de William Lyon Mackenzie King. Ce conseil fut en place du 23 octobre 1935 au 15 novembre 1948, incluant la  18e, la 19e et le début de la 20e législature. Ce gouvernement fut dirigé par le Parti libéral du Canada. 

## Conseils des ministres et membre du cabinet
- Premier ministre du Canada

1. 1935-1948 William Lyon Mackenzie King

- Ministre des Affaires des anciens combattants

1. 1944-1948 Ian Alistair Mackenzie
2. 1948-1948 Milton Fowler Gregg

- Secrétaire d'État aux Affaires extérieures

1. 1935-1946 William Lyon Mackenzie King
2. 1946-1948 Louis St-Laurent
3. 1948-1948 Lester B. Pearson

- Ministre général des Affaires indiennes

1. 1935-1936 Thomas Alexander Crerar

- Ministre de l'Agriculture

1. 1935-1935 Vacant
2. 1935-1935 Thomas Alexander Crerar (Intérim)
3. 1935-1948 James Garfield Gardiner

- Ministre des Chemins de fer et Canaux

1. 1935-1936 Clarence Decatur Howe

- Ministre du Commerce

1. 1935-1940 William Daum Euler
2. 1940-1948 James Angus MacKinnon
3. 1948-1948 Clarence Decatur Howe

- Président du Conseil privé

1. 1935-1948 William Lyon Mackenzie King

- Ministre associé de la Défense nationale

1. 1940-1944 Charles Gavan Power

- Ministre de la Défense nationale

1. 1935-1939 Ian Alistair Mackenzie
2. 1939-1940 Norman McLeod Rogers
3. 1940-1940 Charles Gavan Power (Intérim)
4. 1940-1944 James Layton Ralston
5. 1944-1945 Andrew George Latta McNaughton
6. 1945-1946 Douglas Charles Abbott
7. 1946-1948 Brooke Claxton

- Ministre de la Défense nationale pour l'air

1. 1940-1940 Vacant
2. 1940-1944 Charles Gavan Power
3. 1944-1944 Vacant
4. 1944-1945 Angus Lewis Macdonald (Intérim)
5. 1945-1945 Colin William George Gibson (Intérim)
6. 1945-1946 Colin William George Gibson

- Ministre de la Défense nationale pour le service naval

1. 1940-1945 Angus Lewis Macdonald
2. 1945-1946 Douglas Charles Abbott

- Ministre des Finances et Receveur général

1. 1935-1939 Charles Avery Dunning
2. 1939-1940 James Layton Ralston
3. 1940-1940 Vacant
4. 1940-1946 James Lorimer Ilsley
5. 1946-1948 Douglas Charles Abbott

- Ministre de l'Immigration et de la Colonisation

1. 1935-1936 Thomas Alexander Crerar

- Ministre de l'Intérieur

1. 1935-1936 Thomas Alexander Crerar

- Ministre de la Justice et procureur général du Canada

1. 1935-1941 Ernest Lapointe
2. 1941-1941 Joseph-Enoïl Michaud (Intérim)
3. 1941-1946 Louis St-Laurent
4. 1946-1948 James Lorimer Ilsley
5. 1948-1948 Louis St-Laurent (Intérim)
6. 1948-1948 Louis St-Laurent

- Ministre de la Marine

1. 1935-1936 Clarence Decatur Howe

- Ministre des Mines

1. 1935-1936 Thomas Alexander Crerar

- Ministre des Mines et des Ressources

1. 1936-1945 Thomas Alexander Crerar
2. 1945-1948 James Allison Glen
3. 1948-1948 James Angus MacKinnon

- Ministre des Postes

1. 1935-1939 John Campbell Elliott
2. 1939-1939 Norman Alexander McLarty
3. 1939-1940 Charles Gavan Power
4. 1940-1940 James Lorimer Ilsley (Intérim)
5. 1940-1945 William Pate Mulock
6. 1945-1945 Vacant
7. 1945-1948 Ernest Bertrand

- Ministre sans portefeuille

1. 1935-1942 Raoul Dandurand (Sénateur)
2. 1939-1940 James Angus MacKinnon
3. 1942-1945 James Horace King (Sénateur)
4. 1945-1948 Wishart McLea Robertson (Sénateur)

- Ministre des Munitions et des Approvisionnements

1. 1940-1945 Clarence Decatur Howe

- Ministre des Pêcheries

1. 1935-1942 Joseph-Enoïl Michaud
2. 1942-1942 Vacant
3. 1942-1945 Ernest Bertrand
4. 1945-1945 Vacant
5. 1945-1947 Hedley Francis Gregory Bridges
6. 1947-1947 Vacant
7. 1947-1947 Ernest Bertrand (Intérim)
8. 1947-1948 Milton Fowler Gregg
9. 1948-1948 James Angus MacKinnon
10. 1948-1948 Robert Wellington Mayhew

- Ministre des Pensions et de la Santé nationale

1. 1935-1939 Charles Gavan Power
2. 1939-1944 Ian Alistair Mackenzie

- Ministre de la Reconstruction

1. 1944-1944 Vacant
2. 1944-1945 Clarence Decatur Howe

- Ministre de la Reconstruction et des Approvisionnements

1. 1946-1948 Clarence Decatur Howe

- Ministre du Revenu national

1. 1935-1940 James Lorimer Ilsley
2. 1940-1945 Colin William George Gibson
3. 1945-1945 James Angus MacKinnon (Intérim)
4. 1945-1945 David Laurence MacLaren
5. 1945-1945 James Angus MacKinnon (Intérim)
6. 1945-1948 James Joseph McCann

- Ministre de la Santé nationale et du Bien-être social

1. 1944-1946 Brooke Claxton
2. 1946-1948 Paul Joseph James Martin

- Secrétaire d'État du Canada

1. 1935-1939 Fernand Rinfret
2. 1939-1939 Vacant
3. 1939-1940 Ernest Lapointe
4. 1940-1941 Pierre-François Casgrain
5. 1941-1945 Norman Alexander McLarty
6. 1945-1946 Paul Joseph James Martin
7. 1946-1948 Colin William George Gibson

- Ministre des Services nationaux de guerre

1. 1940-1941 James Garfield Gardiner
2. 1941-1942 Joseph Thorarinn Thorson
3. 1942-1942 Vacant
4. 1942-1945 Léo Laflèche
5. 1945-1948 James Joseph McCann
6. 1948-1948 Vacant

- Solliciteur général du Canada

1. 1935-1945 Vacant
2. 1945-1948 Joseph Jean

- Ministre des Transports

1. 1936-1940 Clarence Decatur Howe
2. 1940-1942 Pierre Joseph Arthur Cardin
3. 1942-1942 Clarence Decatur Howe (Intérim)
4. 1942-1945 Joseph-Enoïl Michaud
5. 1945-1948 Lionel Chevrier

- Ministre du Travail

1. 1935-1939 Norman McLeod Rogers
2. 1939-1941 Norman Alexander McLarty
3. 1941-1948 Humphrey Mitchell

- Ministre des Travaux publics

1. 1935-1942 Pierre Joseph Arthur Cardin
2. 1942-1942 Joseph-Enoïl Michaud (Intérim)
3. 1942-1948 Alphonse Fournier